# 周勤才
周勤才（英語：Chau Kan Choi，1955年10月13日—），香港補習名師，曾任教育局課程發展處中文科目委員。他本為中學教師，2003年被挖角到大型補習社任補習導師。到了2015年因心臟問題暫停補習工作，現多主持講座和擔任比賽評判。

## 背景
周勤才為潮州人，有1兄1妹2弟，其中最年幼的胞弟是前香港電台助理廣播處長（電台及節目策劃）周國豐。周氏一家早年居住於九龍城城南道舊樓，周勤才20多歲才移居東頭邨。他在1961年畢業於獅子石道慕光幼稚園心如分校，1967年畢業於老虎岩徙置區20座慕光小學，1972年畢業於李求恩紀念中學中五年級。1973年中六畢業後，周氏考入香港中文大學歷史系，並於1978年修畢課程，在校時與《亞洲週刊》創刊兼副總編輯何良懋為同屆同學，擔任過書院宿生會幹事。
仍是學生時期的周勤才活躍於辯論活動，他大學畢業後先後取得教育文憑、學生輔導深造文憑及文學（藝術專業）碩士學位。另一方面於多間學校任教中文科，也兼教中國歷史科；其中一所任職的學校為銅鑼灣聖馬利亞堂中學（身兼聖馬利亞堂青少年部成員）。在1980年代至1990年代，周勤才應邀為有線電視主持節目「每日一辭」，同期為香港電台主持「備戰中文科」與「打電話問功課」兩個節目。及後他於2003年轉向補習界發展，不但成立佳威顧問有限公司，還加入英皇教育任中文科首席導師，2006年跳槽至現代教育。直到2015年轉任課程顧問之前，他於2010年代初一度轉投橙式教育（後更名尚品教育），2015年基於身體不適而短暫淡出補習行業。
除了教師及補習工作之外，周勤才亦是一名口才訓練導師，師承前香港中文大學教育學院高級講師兼嶺南大學學生事務處處長任伯江和前亞洲電視訓練學院院長彭永才。1985年第1屆亞洲小姐競選冠、亞、季軍，即黎燕珊、潘先儀以及葉玉卿，胞弟周國豐、彭晴、朱慧珊等人皆是周的學生。此外，曾是香港傑出教育協會幹事的他，替香港學校音樂及朗誦協會訓練老師朗誦，又擔任公開朗誦比賽評判，或主持講座/研討會。
目前，他間中獲邀任講座講者和比賽評判。

## 官司糾紛
2009年至2010年，其助教、昔日為其聖馬利亞堂中學學生的中文科補習導師楊家舜因損害現代教育及周的個人名聲，致使周、楊二人對簿公堂。
2016年7月28日晚上，周勤才駕駛房車駛出橫頭磡南道樂富停車場時，疑誤把油門當成腳掣，導致座駕失控直接衝出馬路撞到一輛銀色私家車，繼而失控鏟入樂富街巿門口一條扶手電梯前停下，事件最終導致5人受傷送院。警方其後以涉嫌危險駕駛罪拘捕周勤才。他於同年承認不小心駕駛罪，被判罰款3000港元、停牌兩個月，而且需要完成駕駛改進課程。

## 著作
- 1997年　學生應試手冊（與謝慧敏合著）
- 1998年　高級補充程度中國語文及文化科學生應試手冊（與謝慧敏合著）
- 1999年　文化篇章精進練習（新版）（與謝慧敏合著）
- 2002年　中國語文及文化科學生應試手冊（第二版）（與謝慧敏合著）
- 2003年　ASL 中國語文及文化科應試訓練系列 實用文應試訓練（與章學文合著）
- 2003年　ASL中國語文及文化科應試訓練系列 聆聽及說話應試訓練（與古彥瑋合編）
- 2003年　ASL 中國語文及文化科應試訓練系列 文化專題應試訓練（與文思翰合編）
- 2004年　閱讀理解應試訓練（與鄧潔瑩合編）
- 2004年　高級補充程度中國語文及文化科學生應試手冊（與謝慧敏合著）
- 2005年　高中綜合能力應試訓練（主編）
- 2005年　高中閱讀及寫作應試訓練(上冊)（主編）
- 2005年　高中聆聽及說話應試訓練（主編）
- 2006年　高中閱讀及寫作應試訓練(下冊)（主編）
- 2006年　ASL中國語文及文化科應試訓練系列 聆聽及說話應試訓練（修訂版）（與古彥瑋合編）
- 2007年　中國語文及文化科文化專題應試訓練（修訂版）（與文思翰合編）
- 2007年　閱讀理解應試訓練（修訂二版）（與鄧潔瑩合編）
- 2008年　高中綜合能力應試訓練 （修訂版）（主編）
- 2008年　高中閱讀及寫作應試訓練（上冊）（修訂版）（主編）
- 2008年　高中閱讀及寫作應試訓練（下冊）（修訂版）（主編）
- 2010年　全方位文憑應試系列 中國語文 綜合及聆聽應試訓練（第一冊）（與李翠霞、王文翔合編）
- 2010年　精編ASL中國語文及文化科模擬試卷（主編）
- 2011年　說話能力九九八十一式（與曾漢基合著）
- 2011年　全方位文憑應試系列 中國語文 模擬試卷（與唐景峰、張億上、劉美儀、馮思敏合編）
- 2012年　全方位文憑應試系列 中國語文 模擬試卷（第二版）（與唐景峰、張億上、麥思敏、劉美儀合編）
- 2013年　全方位文憑應試系列 中國語文 模擬試卷（第三版）（與唐景峰、麥思敏、劉美儀、蘇軍堡、梁敏婷、曾國暉合編）
- 2014年　全方位文憑應試系列 中國語文 模擬試卷（第四版）（與麥詩敏、蘇軍堡、梁敏婷、曾國暉、唐景峰合編）
- 2021年　名言大義（與賴炳華合著）[36][37]

## 外部連結
- 周勤才的Facebook專頁